# Olympische Winterspiele 1956/Teilnehmer (Japan)
| Gelbes Symbol für Goldmedaillen mit stilisierten Olympischen Ringen | Graues Symbol für Silbermedaillen mit stilisierten Olympischen Ringen | Braundes Symbol für Bronzemedaillen mit stilisierten Olympischen Ringen |
| ------------------------------------------------------------------- | --------------------------------------------------------------------- | ----------------------------------------------------------------------- |
| —                                                                   | 1                                                                     | —                                                                       |

Japan nahm an den VII. Olympischen Winterspielen 1956 in der italienischen Gemeinde Cortina d’Ampezzo mit einer Delegation von zehn Athleten in fünf Disziplinen teil, allesamt Männer. Der einzige Medaillengewinn gelang dem Skirennläufer Chiharu Igaya, der sich im Slalom die Silbermedaille sicherte. Im Medaillenspiegel war Japan damit die elftbeste Nation.
Fahnenträger bei der Eröffnungsfeier war Hiroshi Yoshizawa, der sowohl im Skispringen als auch in der Nordischen Kombination startete. Im Skispringen belegte er den 13. Platz, in der Nordischen Kombination konnte er den Wettbewerb nicht beenden.

## Teilnehmer nach Sportarten

### Eisschnelllauf
Männer
- Taketsugu Asazaka
500 m: 22. Platz (43,1 s)
1500 m: 21. Platz (2:15,4 min)
5000 m: 28. Platz (8:23,6 min)
10.000 m: 22. Platz (17:35,3 min)

- Yoshitaki Hori
500 m: 17. Platz (42,8 s)
1500 m: 23. Platz (2:15,9 min)
5000 m: 46. Platz (8:53,5 min)

- Kiyotaka Takabayashi
500 m: 30. Platz (43,6 s)

- Shinkichi Takemura
500 m: 11. Platz (42,4 s)
1500 m: 36. Platz (2:18,3 min)

- Yoshiyasu Gomi
1500 m: 39. Platz (2:19,2 min)
5000 m: 27. Platz (8:22,2 min)
10.000 m: 23. Platz (17:35,9 min)

### Nordische Kombination
- Koichi Satō
Einzel (Normalschanze / 15 km): 33. Platz (384,900)

- Hiroshi Yoshizawa
Einzel (Normalschanze / 15 km): Wettbewerb nicht beendet

### Ski Alpin
Männer
- Chiharu Igaya
Abfahrt: disqualifiziert
Riesenslalom: 11. Platz (3:15,6 min)
Slalom: Silber  (3:18,7 min)

- Susumu Sugiyama
Abfahrt: 28. Platz (3:39,1 min)
Riesenslalom: 45. Platz (3:40,8 min)
Slalom: 33. Platz (4:17,0 min)

### Skilanglauf
Männer
- Tatsuo Miyao
15 km: 48. Platz (56:59 min)
30 km: 28. Platz (1:55:40 h)
50 km: 25. Platz (3:25:47 h)

### Skispringen
- Koichi Satō
Normalschanze: 39. Platz (178,5)

- Hiroshi Yoshizawa
Normalschanze: 13. Platz (205,0)